# Campionato europeo femminile under 17 di calcio 2012
Il Campionato europeo femminile under 17 di calcio 2012 è stata la quinta edizione della competizione. La fase finale si è disputata ancora una volta a Nyon, in Svizzera, dal 26 al 29 giugno 2012.
Le 42 squadre partecipanti presero parte, come nei precedenti tornei, a due turni di qualificazione, con quattro squadre che si qualificarono per la fase finale. Questa edizione fu vinta dalla Germania, che sconfisse ai calci di rigore la Francia. Entrambe le nazionali finaliste si qualificarono al Campionato mondiale femminile under 17 di calcio 2012, in Azerbaigian.

## Fase finale

### Tabellone
La fase finale fu giocata in Svizzera.
|  | Semifinali | Semifinali | Semifinali |          |            | Finale          | Finale          | Finale          |  |
|  |            |            |            |          |            |                 |                 |                 |  |
|  | Svizzera   | Svizzera   | 1          |          |            |                 |                 |                 |  |
|  | Svizzera   | Svizzera   | 1          |          |            |                 |                 |                 |  |
|  | Francia    | Francia    | 5          |          |            |                 |                 |                 |  |
|  | Francia    | Francia    | 5          |          | Francia    | Francia         | 1 (3)           |                 |  |
|  |            |            |            |          | Francia    | Francia         | 1 (3)           |                 |  |
|  |            |            | Germania   | Germania | 1 (4)(dcr) |                 |                 |                 |  |
|  | Danimarca  | Danimarca  | Germania   | Germania | 1 (4)(dcr) | 0               |                 |                 |  |
|  | Danimarca  | Danimarca  |            |          |            | 0               |                 |                 |  |
|  | Germania   | Germania   | 2          |          |            | Finale 3º posto | Finale 3º posto | Finale 3º posto |  |
|  | Germania   | Germania   | 2          |          |            |                 |                 |                 |  |
|  |            |            |            |          |            |                 |                 |                 |  |
|  |            |            |            |          |            | Svizzera        | Svizzera        | 0 (4)           |  |
|  |            |            |            |          |            | Svizzera        | Svizzera        | 0 (4)           |  |
|  |            |            |            |          |            | Danimarca       | Danimarca       | 0 (5)(dcr)      |  |